# Ihan
Ihan este o localitate din comuna Domžale, Slovenia, cu o populație de 701 locuitori.